# Канал передачи данных
Канал передачи данных - среда передачи сигналов(данных вводимых пользователем), которая используется для обмена информации в определенном направлении.

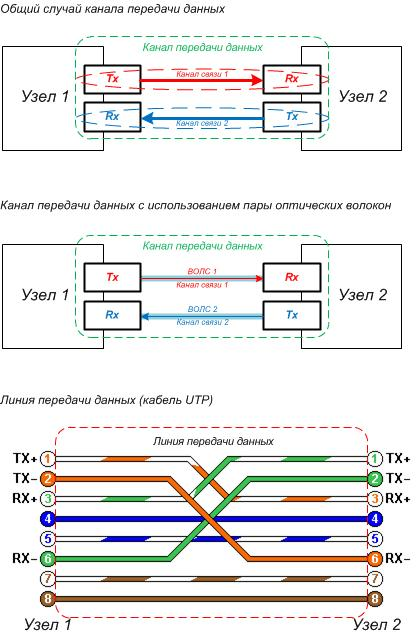
Канал передачи данных - общий случай, при организации с использованием пары волокон ВОЛС и с использованием UTP

Канал передачи данных определяется наличием минимум двух каналов связи, обеспечивающих передачу сигнала во взаимопротивоположных направлениях.
Один из каналов  связи в таком случае объединяет порты Tx (T = англ. Transmitter - «источник») и Rx (R = англ. Receiver - «получатель»), а другой канал объединяет порты Rx (источника) и Tx (получателя).
В зависимости от среды распространения сигнала, для организации каждого из каналов могут быть использованы как одна, так и несколько физических линий связи.
В частности, для обычного случая организации дуплексного канала передачи данных с использование оптических линий связи необходимо использование двух оптических волокон, каждое из которых представляет собой линию связи, часто из состава структурированной кабельной системы (СКС).
Для случая организации канала передачи данных с использование кабеля витой пары, необходимо использование всего одного кабеля, пары медных жил которого являются линиями связи каналов связи в составе канала передачи данных.